# Kai Selliken
Kai Selliken (født 20. februar 1946 i Bergen, Norge) er en dansk journalist.
Selliken er uddannet journalist fra Lolland-Falsters Venstreblad og var i mange år ansat ved Information, indtil han i 1987 kom til DR's Radioavisen, hvor han var studievært, indtil han blev pensioneret i 2016.
Han er gift med journalist Lone Kühlmann, med hvem han har sønnen Karl Magnus (født 1979) og tvillingesønnerne Marcus og Joachim (født 1981).

## Filmografi
- Krudt og klunker (1958)
- Det som ingen ved (2008)
- Fri os fra det onde (2009)

### Tv-serier
- Toast (1999)
- Forbrydelsen (2007)
- Forbrydelsen II (2009)
- Forbrydelsen III (2012)
- Sygeplejeskolen (2018-2022)
- Gidseltagningen II (2019)